# 로날트 게르찰리우
로날트 게르찰리우(알바니아어: Ronald Gërçaliu, 1986년 2월 12일, 티라나 ~)는 알바니아 태생의 오스트리아인 축구 선수로, 현재 쿠프슈타인 소속이다. 알바니아로도 출전 가능했던 그는 2005년에 한스 크랑클 감독의 제의를 받아 2005년부터 오스트리아 축구 국가대표ㅣ오스트리아 국가대표팀에서 국가대항전 신고식을 치르게 되었다.

## 클럽 경력
티라나 출신인 게르찰리우는 1997년에 오스트리아로 이적했고, 슈투름 그라츠의 유소년부를 우등으로 졸업했고, 2004-05 시즌에 1군 주전으로 활약하였고, 잘츠부르크와 아우스트리아 빈에서도 프로 선수로 활약했다. 2008년 여름, 그는 아우스트리아 빈에서의 1년 반 만에 잘츠부르크에 복귀했다. 2009년 6월 28일, 게르찰리우는 비너 노이슈타트로 둥지를 옳긴 것으로 발표되었다. 1년 후, 그는 비너 노이슈타트를 떠나 잉골슈타트 04로 이적했다. 2014년 1월 3일, 라인도르프 알타흐에서 1년 활약한 그는 우니베르시타테아 클루지와 계약했다. 2015년 7월, 그는 자신의 출생지로 돌아가 티라나와 계약했다.

## 국가대표팀 경력
그는 2005년에 한스 크랑클 감독의 부름을 받아 오스트리아 국가대표팀 신고식을 치렀다. 이후, 그는 2005년 8월에 오스트리아와 스코틀랜드 간 친선경기를 펼쳤고, 유로 2008 예선을 통과하고 있었다.

## 수상
오스트리아 빈
- ÖFB 컵: 2006–07

레드 불 잘츠부르크
- 오스트리아 분데스리가: 2008–09